# Siarhiej Hajdukiewicz
Siarhiej Hajdukiewicz (biał. Сяргей Гайдукевіч, ros. Сергей Гайдукевич, Siergiej Gajdukiewicz; ur. 8 września 1954 w Mińsku) – białoruski polityk i radziecki wojskowy, lider Partii Liberalno-Demokratycznej, deputowany do Izby Reprezentantów Zgromadzenia Narodowego Republiki Białorusi III kadencji (2004–2008), dwukrotny kandydat w wyborach prezydenckich.
Ukończył studia w Mińskiej Wyższej Szkole Inżynieryjnej Wojsk Obrony Przeciwpowietrznej oraz Akademii Wojskowej im. Marszałka G. Żukowa. Służył w jednostkach Armii Radzieckiej, skąd odszedł w stopniu pułkownika. W latach 1982–1984 był doradcą wojskowym w Iraku, a w okresie 1992–1994 przewodniczącym komitetu ds. ochrony socjalnej pracowników resortów siłowych. W latach 1994–1995 pełnił obowiązki przewodniczącego Komitetu Koordynacyjnego Ludowego Ruchu Białorusi. W 1995 stanął na czele Partii Liberalno-Demokratycznej tolerowanej przez prezydenta Łukaszenkę. Dwukrotnie startował w wyborach prezydenckich: w 2001 zdobył 2,5% głosów, a w 2006 – 3,5%. W latach 2004–2008 sprawował mandat deputowanego do Izby Reprezentantów III kadencji wybranego w okręgu październikowym Mińska.